# Jon Abrahams
Pour les articles homonymes, voir Abrahams.
Jon Avery Abrahams (appelé très souvent Jon Abrahams) est un acteur américain, né le 29 octobre 1977 à New York (États-Unis).

## Biographie
Abrahams a été remarqué dans beaucoup de films et spectacles à la télé. Son rôle le plus notable est probablement Bobby Prinze dans le film Scary Movie ou Dalton Chapman dans le film d'horreur La Maison de cire. On le connaît aussi comme « le disc-jockey Jonny » sur le Spectacle d'Hélène DeGeneres (The Ellen DeGeneres Show) pour la saison quatre, remplaçant Tony Okungbowa. Il a été remplacé sur la saison cinq par la personnalité KROQ Ted Stryker (le disc-jokey) en raison de son désir de se concentrer sur sa carrière agissante dans le film. Abrahams passe son temps entre Los Angeles et Park Slope, Brooklyn.
Abrahams a aussi été remarqué dans le clip vidéo d'une des musiques d'Enrique Iglesias : « Do You Know? (The Ping Pong Song) »
Abrahams a suivi sa scolarité à l'école Saint Ann's School (en), à Brooklyn.

## Filmographie

### Cinéma
- 1995 : Kids de Larry Clark : Steven
- 1995 : La Dernière Marche (Dead Man Walking) de Tim Robbins : Sonny Poncelet
- 1997 : A, B, C… Manhattan de Amir Naderi : Milo
- 1997 : Masterminds de Roger Christian : Richard 'K-Dog'
- 1998 : The Faculty de Robert Rodriguez : Un élève (Fuck you boy)
- 1999 : Les Années lycée (Outside Providence) de Michael Corrente : Drugs Delaney
- 1999 : À tombeau ouvert (Bringing Out the Dead) de Martin Scorsese : Homme au club
- 2000 : Les Initiés (Boiler Room) de Ben Younger : Jeff
- 2000 : Scary Movie de Keenen Ivory Wayans : Bobby Prinze
- 2000 : Mon beau-père et moi (Meet the Parents) de Jay Roach : Denny Byrnes
- 2001 : Texas Rangers de Steve Miner : Berry Smith
- 2001 : La Loi des armes (Scenes of the Crime) de Dominique Forma : Lenny Burroughs
- 2001 : Mourning Glory de Barrett Esposito : David Fanelli
- 2002 : Le Peuple des ténèbres (They) de Robert Harmon et Rick Bota : Billy Parks
- 2003 : Mon boss, sa fille et moi (My Boss's Daughter) de David Zucker : Paul
- 2005 : La Maison de cire (House of Wax) de Jaume Collet-Serra : Dalton Chapman
- 2005 : Petites confidences (à ma psy) (Prime) de Ben Younger : Morris
- 2006 : Standing Still de Matthew Cole Weiss : Pockets
- 2006 : Bottom's Up (en) d'Erik MacArthur : Jimmy DeSnappio
- 2006 : Deceit de Matthew Cole Weiss : Roger
- 2006 : The Iron Man de Alex Nam : Gustavo Payne
- 2007 : Gardener of Eden de Kevin Connolly : Don
- 2008 : Who Do You Love? de Jerry Zaks : Phil Chess
- 2009 : 2 Dudes & a Dream de Nathan Bexton : Instructeur Modèle
- 2009 : Un mariage presque parfait (The Hill) de Jeff Stephenson : Howard Stieglitz
- 2010 : The Penthouse (en) de Chris Levitus : L'agent de Tyler
- 2012 : Missed Connections de Martin Snyder : Josh Lindsey
- 2012 : Hitchcock de Sacha Gervasi : Reporter
- 2013 : Amelia's 25th de Martin Yernazian : Sonny
- 2014 : Non-Stop de Jaume Collet-Serra : David Norton
- 2014 : Aldo de Ross Kolton : Jonny
- 2014 : Come Back to Me de Paul Leyden : Johnny
- 2015 : We Are Your Friends de Max Joseph : Nicky
- 2015 : Condemned de Eli Morgan Gesner : Vince
- 2024 : Terrifier 3 de Damien Leone : Dennis

### Télévision
- 1998 : New York, police judiciaire : Roscoe (saison 8, épisode 22)
- 1999 : Outreach (série télévisée) : Henry "Jenks" Jenkins
- 2002 - 2003 : Boston Public : Zac Fischer (17 épisodes)
- 2003 : New York, unité spéciale : Robert Logan (saison 5, épisode 3)
- 2006 : Thugaboo: A Miracle on D-Roc's Street de Shawn Wayans : Chad
- 2008 : The Life and Times of Marcus Felony Brown de Marcus Raboy (en) : Cash
- 2011 : Masters of the House : Jerry (6 épisodes)
- 2013 : Second Generation Wayans : Agent
- 2014 : Mentalist : Peter Kilgallen (1 épisode)
- 2014 : Esprits Criminels : Leo Jenkins (1 épisode)
- 2015 : Major Crimes : Fresh (1 épisode)
- 2015 : The Astronaut Wives Club : Frank Borman (1 épisode)
- 2016 : Hawaii 5-0 : Ben Halanu (1 épisode)
- 2020 : Au cœur de la vengeance :  Dennis
- 2020 : Stumptown : Jared Mendleton (1 épisode)